# Paris–Roubaix 1909

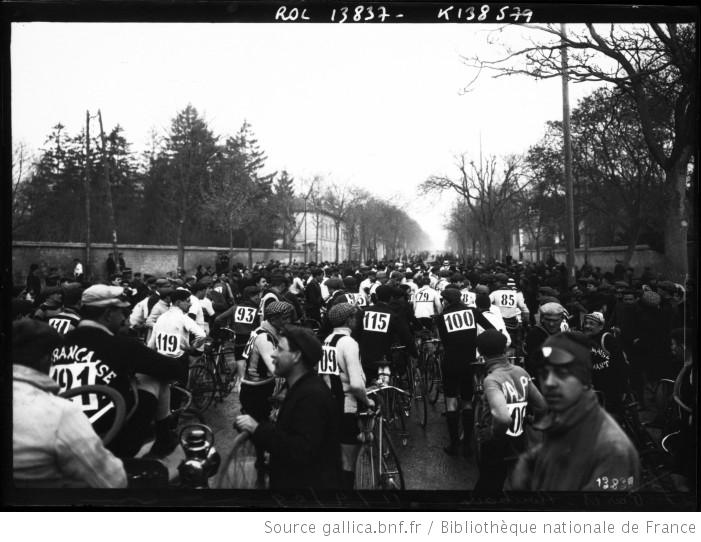
Vor dem Start in Chatou

Das Eintagesrennen Paris–Roubaix 1909 war die 14. Austragung des Radsportklassikers und fand am Sonntag, den 19. April 1909, statt.
Das Rennen ging von Chatou aus über 276 Kilometer. Es waren 105 Radrennfahrer am Start, von denen sich 46 platzieren konnten. Der Sieger Octave Lapize absolvierte das Rennen mit einer Durchschnittsgeschwindigkeit von 30,47 Kilometern pro Stunde.
Eine Gruppe von drei Fahrern – Louis Trousselier, Jules Masselis und Octave Lapize – fuhren gemeinsam in das Vélodrome roubaisien ein. Der erfahrene Trousselier zog den Sprint an, wurde aber zu seiner Überraschung von dem 21-jährigen Neuling Lapize überholt.
Die Popularität des Rennens wuchs, und große Firmen investieren zunehmend. So nutzte die Versicherung La Mutuelle Automobiles die Veranstaltung für eine Werbeaktion. Für einen Monatsbeitrag von zwei Franc wurden folgende Leistungen angeboten: Schadenersatz für Defekte am Rennrad, 2500 Francs im Todesfall oder bei Berufsunfähigkeit, Zuschuss für Medikamente sowie 2000 Francs Schadenersatz im Unglücksfall, die durch Dritte verursacht wurden. Im L’Auto wurden im Vorbericht auf das Rennen die Markennamen Dunlop und Alcyon so oft wie möglich wiederholt.